# Burgruine Alt-Leonroth
Die Burgruine Alt-Leonroth, auch Altleonrod, Waldschloss, Lestein und Lippen-Jakl-Schlössl genannt, ist die Ruine einer Höhenburg oberhalb der Teigitschklamm in der Gemeinde Sankt Martin am Wöllmißberg im Bezirk Voitsberg in der Weststeiermark. Sie wurde zur Sicherung der alten Straße auf die Pack vermutlich am Ende des 12. Jahrhunderts errichtet und wahrscheinlich nach der Verlegung dieser Straße im 15. Jahrhundert aufgegeben.

## Standort und Name
Die Ruine der Höhenburg steht in der zu Sankt Martin am Wöllmißberg gehörenden Katastralgemeinde Großwöllmiß, südöstlich des Bauernhofes Lippenjakl an der alten Straße über die Teigitschklamm auf die Pack. Sie befindet sich dort auf einem nach Nordwesten und Südosten orientierten Höhenzug über der Teigitschklamm, der nach Südwesten und Nordosten hin steil sowie nach Südosten in Terrassen abfällt. Die Verbindung zum Hinterland im Nordwesten ist durch einen mächtigen, aus dem Fels gehauenen Halsgraben gesichert.
In seinen frühen Arbeiten verortete Robert Baravalle die Burg Alt-Leonroth fälschlicherweise auf einen Felskopf unmittelbar westlich der Burg Neu-Leonroth. In Wirklichkeit liegt Alt-Leonroth etwa 2,5 Kilometer südsüdwestlich von Neu-Leonroth.
Der Name Leonroth gilt als höfischer Burgname und setzt sich aus dem mittelhochdeutschen Lewe oder Leun für Löwe oder dem Personennamen Leo sowie dem mittelhochdeutschen roden, was so viel wie urbar machen bedeutet, zusammen. Eine Deutung des Namens als Rodung am Hügel ist auch möglich. Der Namensbestandteil Alt dient zur Unterscheidung von der Burg Neu-Leonroth. Neben dem Namen Leonroth in verschiedenen Schreibweisen wird die Burg auch Waldschloss, Lestein oder Lippen-Jakl-Schlössl genannt.

## Geschichte
Die Burganlage wurde vermutlich Ende des 12. Jahrhunderts von der Familie der Kremser errichtet, denen auch die Burg Krems bei Voitsberg gehörte, um die Straße über die Teigitschklamm auf die Pack zu sichern. Sie nannten sich im Zusammenhang mit ihren Burgen auch Krems-Leonrode. Als möglicher Bauherr der Burg kann Otto von Krems angesehen werden, der sich 1196 erstmals von Lewenrode und 1218 de Levnrode nannte. Wann die Anlage aufgegeben wurde, ist unbekannt, vermutlich aber im 15. Jahrhundert im Zusammenhang mit der Verlegung der Straße auf die Pack.
Archäologische Untersuchungen fanden bisher nur in der Form kleinflächiger Grabungen an der vermuteten Stelle der im Burghof gelegenen Zisterne und eines an die Ringmauer angebauten Raumes sowie in den Jahren 2004 und 2006 durchgeführten Metallprospektionen statt. Bei den Grabungen wurden Gefäßkeramiken gefunden, welche aus der Zeit zwischen der zweiten Hälfte des 13. Jahrhunderts und dem 16. Jahrhundert stammen. Die Metallfunde aus dem gesamten Burgareal stammen zum Großteil aus der Neuzeit und der Gegenwart. Es wurden aber auch sechs Geschoßspitzen sowie die Parierstange eines Dolches aus der Zeit zwischen dem 13. Jahrhundert und dem 15. Jahrhundert gefunden. Funde, die sich eindeutig dem Hochmittelalter zuordnen lassen, fehlen bisher.

## Anlage

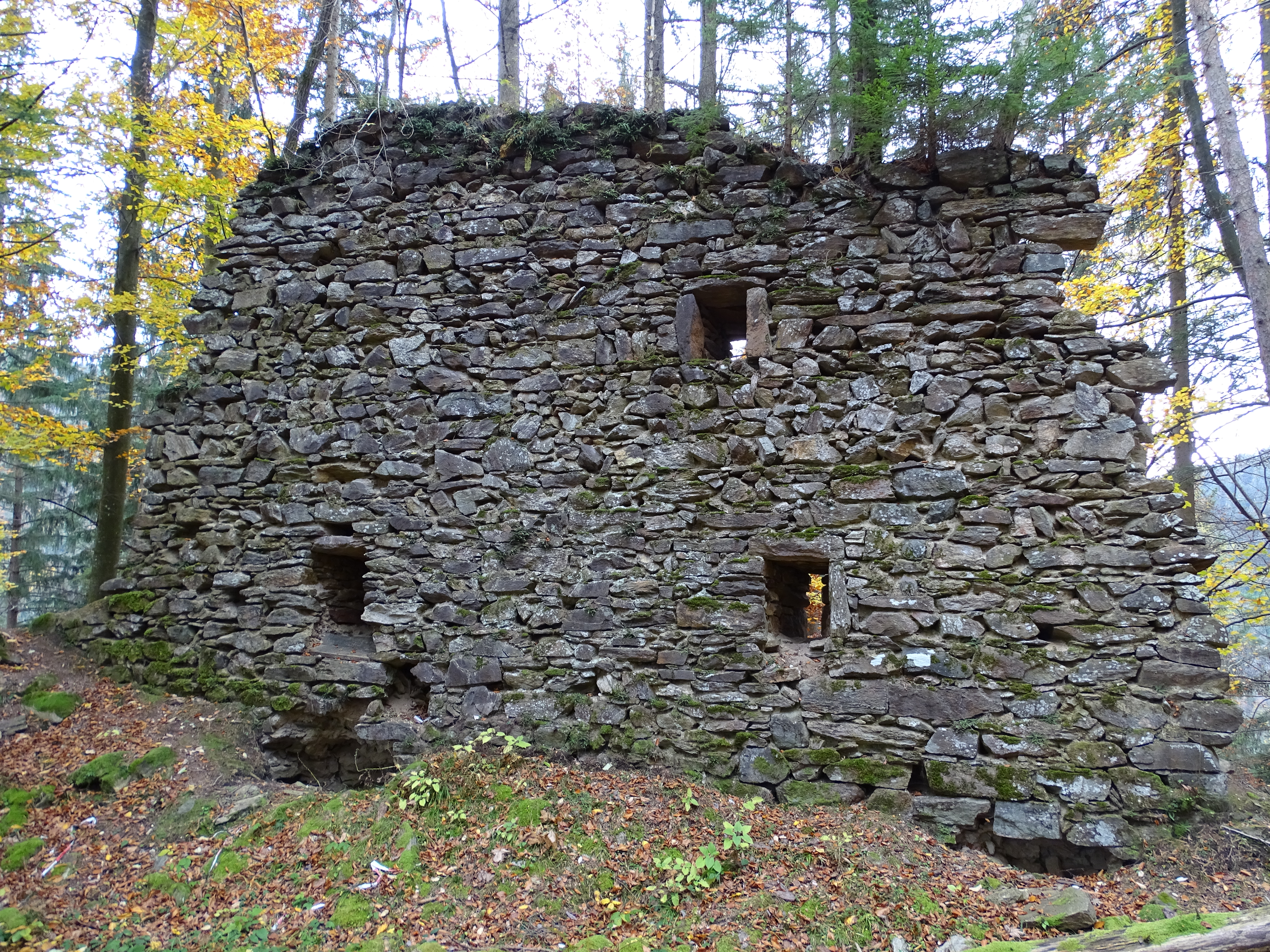
Das westliche Teilstück der Ringmauer mit den drei Schießscharten

Das im Grundriss längsrechteckige Burgareal wird von einer Ringmauer umgeben, welche heute großteils nur mehr in ihren Fundamenten erkennbar ist. Nur mehr an der nordwestlichen Mauerecke über dem Halsgraben sowie im Westen haben sich übermannsgroße Reste der Ringmauer erhalten. Das großformatige und lagerhafte Bruchsteinmauerwerk der Mauerreste lässt auf eine Entstehung am Ende des 12. Jahrhunderts oder den Beginn des 13. Jahrhunderts und auf die Errichtung der gesamten Anlage in einem Bauabschnitt schließen. Das westliche Mauerstück weist drei einfache Schießscharten für Armbrüste auf.
Neben Teilen der Ringmauer sind alle Mauerreste der Burg nur mehr als Fundamente erhalten. Im Süden der Anlage wurde zwischen der östlichen und der westlichen Ringmauer ein Gebäude eingebaut, welches im Grundriss drei Räume aufweist. An der westlichen Ringmauer befand sich ein schmales Gebäude, welches heute noch in Resten erhalten ist. Im Nordwesten der Anlage befand sich vermutlich eine Schildmauer, vorauf ein Schuttkegel schließen lässt.